# السمارة (مدينة)
السمارة هي مدينة مغربية وعاصمة إقليم السمارة في جهة العيون الساقية الحمراء.

## تاريخ
شيدت مدينة السمارة على يد الشيخ ماء العينين، ويظهر من هذا أن الشيخ ماء العينين إختار لهذا المشروع الحضاري موقعا استراتيجيا مهما في خريطة هذه المنطقة، وخريطة المغرب بصفة عامة، فقد أقام عاصمته في قلب الصحراء بعيدا عن أخطار المحيط وما تخبئه من مفاجآت، قريبا من نقط الماء، وما تمنحه من أمل في الحياة، تتوسط الصحراء وتطل على «تندوف»، وتراقب عن كثب ما يحدث في «آدرار» و«شنقيط»، وتقف حصنا منيعا ودرعا واقيا في وجه كل من تسول له نفسه الانقضاض على المغرب. وبصفة عامة فقد ورثت هذه المدينة ماضي المنطقة بكامله، فواصلت رسالتها الوسيطية، ولكن في شكل جديد، ينبني على أسس جديدة تقوم على الاستقرار، وفي شروط تاريخية جديدة تتسم بالقلق والخوف.
ولم يكن تعمير الشيخ ماء العينين لهذه المنطقة عملا إقليميا يعبر عن رغبة فردية انعزالية تنطلق من تأسيس تجمع حضاري يخضع لنفوذه الروحي والزمني كما يشير إلى ذلك بعض الدارسين الأجانب، ولكنه عمل وحدوي ينطلق من روح وحدوية، ويصب في مشروع وطني متكامل. فقد كان بناء مدينة «السمارة» مشروعا معينيا سلطانيا، يستجيب لضرورة تاريخية تفرضها ظروف المنطقة الصحراوية، وتستوجبها آفاق العمل الدفاعية المشتركة بين السلطة المركزية وخلفائها بهذه المنطقة. ولذلك جند السلطان مولاي عبد العزيز كامل إمكانياته للتعجيل ببنائها، فوضع مجموعة من البنائين والمهندسين رهن إشارة الشيخ ماء العينين، واستنفر عددا من السفن التي كانت تحمل مواد البناء من الموانئ الشمالية إلى طرفاية لتنقل على ظهر الجمال إلى «وادي السمارة». وبعد استكمال بناء هذه المدينة، صارت قلب المنطقة النابض، وسوق عكاظها السياسي والثقافي والاجتماعي، تعقد بها المعاهدات، وتتم فيها اللقاءات وتذوب في منتدياتها ومجامعها الخلافات والمنازعات.
وقد إكتسبت مدينة السمارة مكانة بارزة في تاريخ المغرب، باعتبارها نقطة إستراتيجية، وصلة وصل بين شمال المملكة المغربية وجنوبها، مما جعلها تحظى على الدوام باهتمام ملوك الدولة العلوية، حيث إتخذها السلطان مولاي الحسن الأول معقلا للجهاد، وقاعدة خلفية لصد أطماع المعتدين على المناطق الجنوبية للمملكة المغربية. وهذه المكانة المتميزة جعلتها محط أطماع الدول الأوروبية (فرنسا وإسبانيا)، التي اصطدمت بمقاومة باسلة من طرف قبائلها المتاخمة بزعامة قبائل: «الرقيبات»، و«أهل الشيخ ماء العينين»، و«العروسيين»، و«آيت أوسى»، وغيرهم من القبائل الصحراوية. ومن بين المعارك التي تكبد فيها المستعمر الفرنسي خسائر فادحة بهذه المنطقة نذكر على سبيل المثال لا الحصر: «معركة السمارة» في شهر يناير 1957، و«معركة مركالة» عام 1957، و«وادي الصفا» سنة 1958، و«معركة سيدي أحمد العروسي» في نفس السنة.
وبعد أن كانت مدينة السمارة تشكل مربط الجهاد ومرحلة مهمة في طريق القوافل، هاهي اليوم تصل حاضرها ماضيها، وتصبح إحدى المحطات الرئيسية للمحور الطرقي عبر الصحراء، تربط بين الشرق الجنوبي المحادي للحدود لمنطقة «طانطان» و«واد نون» مع شمال المملكة، وبالساحل الأطلنتي غربا عبر «بوكراع» في اتجاه «العيون». وتقع النواة القديمة للمدينة في الجزء المنخفض منها حيث توجد زاوية الشيخ ماء العينين. كما شهدت السمارة في ظرف وجيز بعد استرجاع أقاليم المملكة الجنوبية نهضة كبيرة، ومنجزات ضخمة في جميع الميادين سواء منها: الاقتصادية، أو الاجتماعية، أو الثقافية، التي تطلبت جهودا جبارة في بنائها وتشييدها، علما بأن الاستعمار الإسباني لم يترك بها أي عمل أو إنجاز.
في 29 أكتوبر 2023، استهدفت عناصر من البوليساريو أحياء سكنية في السمارة (لازاب، السلام، والحي الصناعي) بواسطة مقذوفات متفجرة، مما أدى إلى وفاة مواطن، وإصابة آخرين، وأضرار مادية في بعض المنازل.
```
كما شهدت ايضا هجوما عنيفا في شهر يونيو 2025, الأمر الذي يزكي دعوات تصنيف "البوليساريو" منظمة ارهابية.
```

## التسمية
سميت المدينة باسم السمارة لكثرة تواجد نبات السمر على طول وادي سلوان.

## النقل والمواصلات

### النقل الطرقي
يوجد بالسمارة محطة طرقية في حي الربيب، بدأ العمل بها منذ يناير 2025، وتتوفر على 4 خطوط للحافلات.
- 7:30 صباحاً / سوبراتور: السمارة - العيون
- 8:00 صباحاً / سطاس: السمارة - أكادير
- 18:00 مساءاً / سوبراتور: السمارة - مراكش
- 21:00 ليلاً / ستيام: السمارة - مراكش

### النقل الجوي
تتوفر السمارة على مطار بمدرج معبد وهو مطار للاستخدام العسكري فقط ولا يتوفر على أي خطوط جوية تجارية، لكن حالياً تجري اجتماعات لمناقشة فكرة فتح المطار للرحلات الجوية الداخلية بين السمارة والعيون والدار البيضاء.

## التعليم
تتوفر مدينة السمارة على المؤسسات التعليمية التالية:

### التعليم الابتدائي
- مدرسة الحسن الأول
- مدرسة السمارة الجديدة
- مدرسة التقدم
- مدرسة السمارة
- مجموعة مدارس الوحدة
- مدرسة عقبة بن نافع
- مدرسة حي مولاي رشيد
- مجموعة مدارس الأمل
- مدرسة ابن زهر
- مجموعة مدارس النور
- مدرسة الواحة

### التعليم الإعدادي
- إعدادية المسيرة الخضراء
- إعدادية 11 يناير
- إعدادية المغرب العربي
- إعدادية المجاهد ناضل الهاشمي
- إعدادية الحبيب حبوها

### التعليم الثانوي
- ثانوية مولاي رشيد
- ثانوية الساقية الحمراء
- ثانوية أنس بن مالك
- ثانوية سيدي محمد محمود بيد الله

### التعليم العالي
في 6 محرم 1434 (2012 م)، تم افتتاح كلية العلوم الشرعية بالسمارة، وهي منضوية تحت المؤسسة الجامعية ابن زهر. ينحصر تكوينها في شعبتين: شعبة علوم القرآن والحديث، وشعبة فقه الأموال والمعاملات المالية، وتندرجان هاتان الشعبتان في سلك الإجازة في العلوم الشرعية والقضايا المعاصرة.

### التعليم الخاص
- مؤسسة القاضي عياض
- مؤسسة النهج
- مؤسسة الشرف
- مؤسسة منار المستقبل
- مؤسسة شهد

## الثقافة
قائمة المهرجانات والمعارض التي تقام سنويا بمدينة السمارة:
- مهرجان السمارة للضحك.[14]
- مهرجان تاغروين.[15]
- مهرجان السمارة لمسرح الطفل.
- المعرض الإقليمي للكتاب.[16]

## التراث الأركيولوجي والمعالم التاريخية
إن السمارة من الناحية التاريخية والأركيولوجية تتوفر على عدد مهم من المباني التاريخية والمواقع الأثرية التي ترجع إلى فترات من عهود ما قبل التاريخ إلى بداية القرن العشرين. إضافة إلى المعالم الصامدة بمرور التاريخ في المدينة هناك مواقع أركيولوجية هامة بالضواحي، أهمها جريزم، الدار الحمراء، العصلي بوكرش.

### مدينة السمارة
تحتفظ بنايات معمارية جلها إلى نهاية القرن التاسع عشر فترة الاستقرار النهائي للشيخ ماء العينين بالمنطقة. هذا الأخير وضع اللبنات الأولى لمدينة السمارة الحالية، ويقول أحمد بن الأمين الشنقيطي في كتابه الوسيط: «وقــد اجتمعت به - أي الشيخ ماء العينين - حين خروجي من مدينة شنقيط إلى مراكش في توجهي إلى الحجاز» ورأيت منه ما حيرني، لأني أقدر من معه في وادي أسمار من الساقية الحمراء بعشرة آلاف شخص
ولكن في اللأعة ام الأخيرة شهدة مدينة السمارة تطورا كبير من حيت عدد السكان والمعمار يعودالفضل لدالك إلى الطرق التي شيدة لكي تخرج المدينة من العزلة والتي ساهم في ارتفاع عددالسياح بنسبة مهمة تقدر %12 التي ساهمة في ارتفاع مداخل المدينة المادية التي تشجع المستتمرين في المنطقة

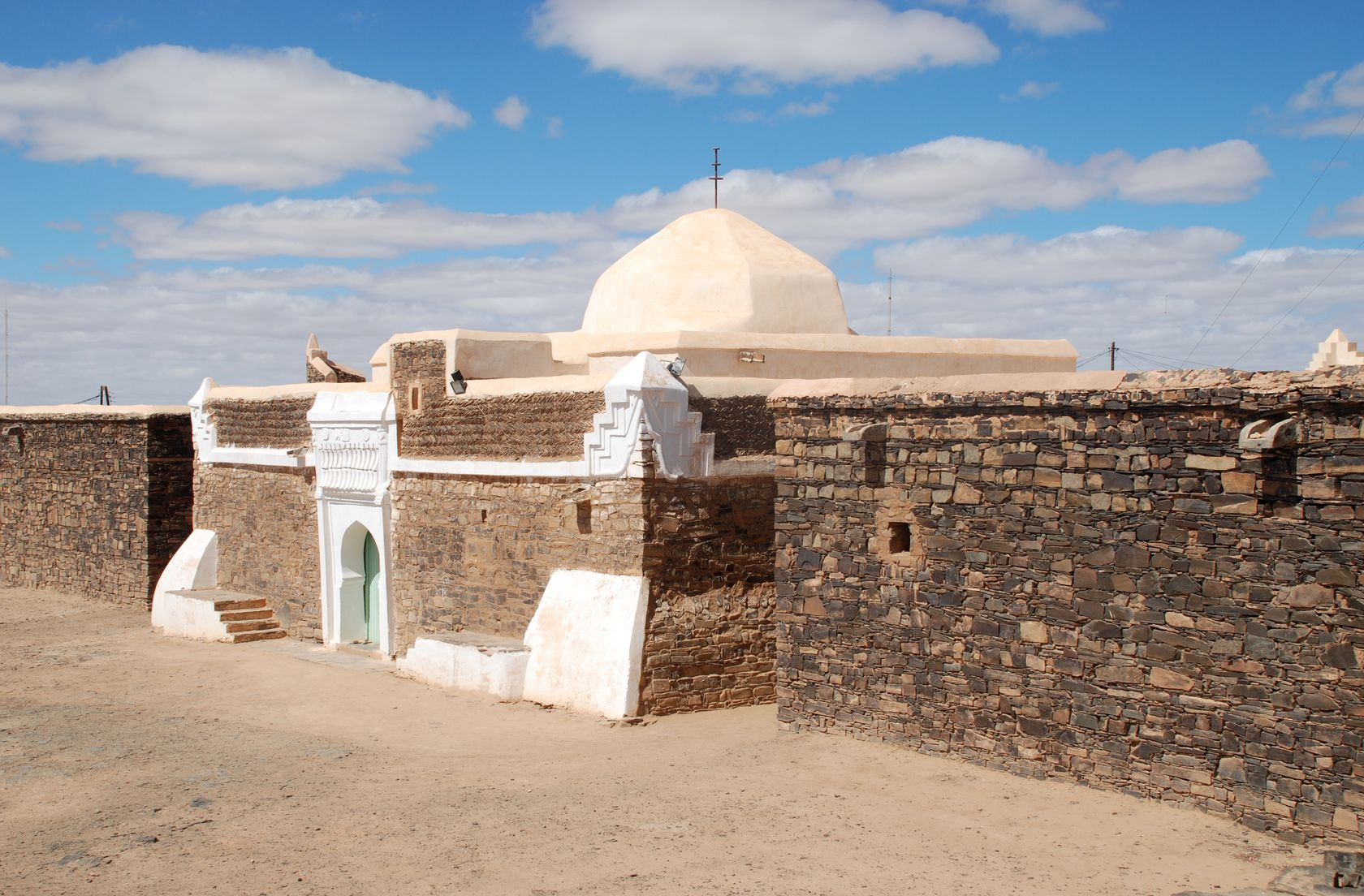
زاوية الشيخ ماء العينين

### القصبة أو زاوية الشيخ ماء العينين

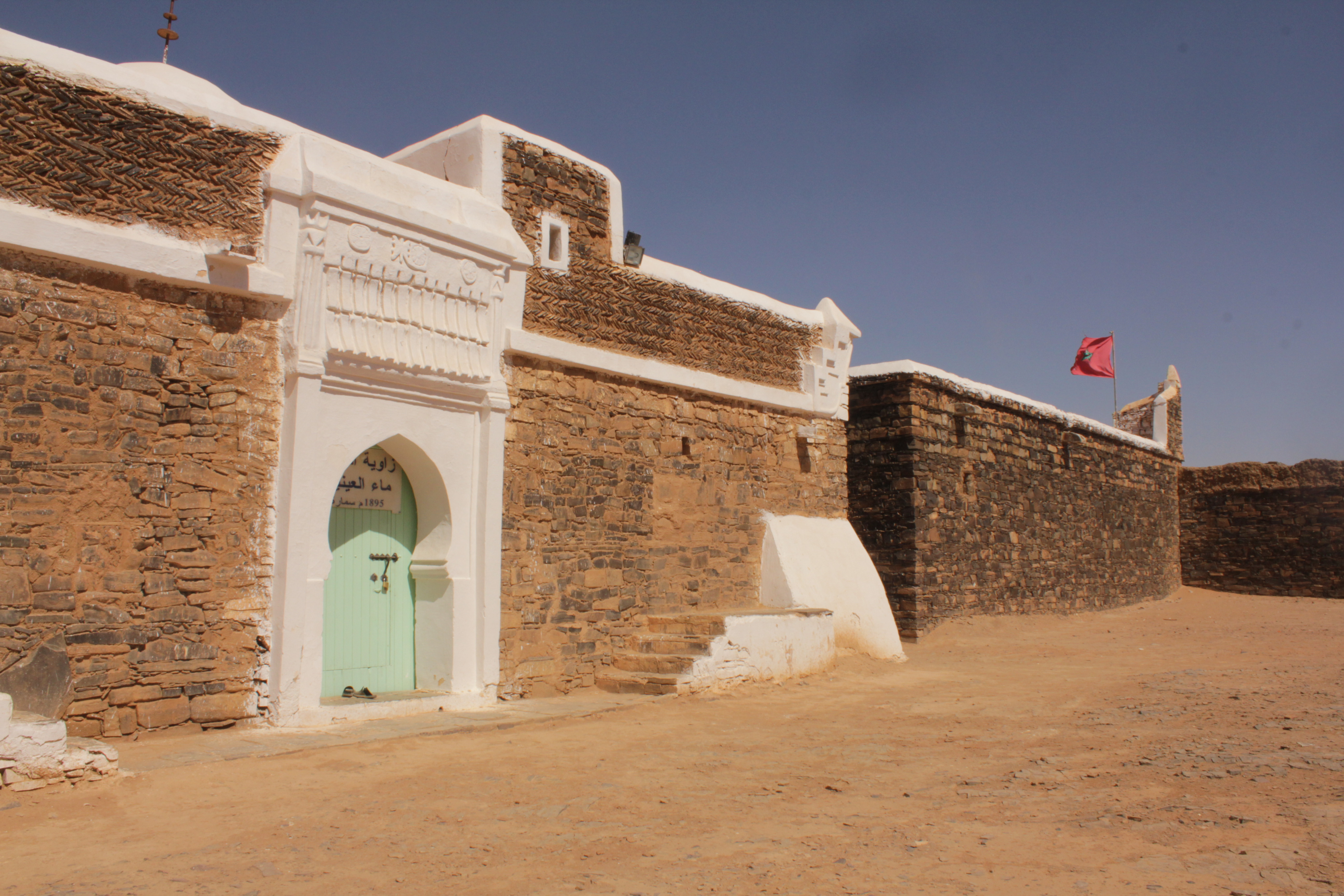
زاوية ومسجد الشيخ ماء العينين

في سنة 1896 قرر الشيخ ماء العينين، في نواحي وادي سلوان أحد روافد الساقية الحمراء، بناء مدينة تستقر بها القبائل المجاورة، وتكون نقطة التقاء للتجارة عبر الصحراء، هذه المدينة حملت اسم السمارة وذلك لكثرة تواجد نبات السمار على طول ضفة وادي سلوان، وقد ضمت النواة الأولى لهذه المدينة كلا من القصبة وبيوت أفراد قبيلة وأتباع الشيخ ماء العينين، ودامت أشغال البناء بها أربع سنوات أي إلى حدود 1902.
تتكون القصبة أو ما تبقى منها على الأصح من عدة بنايات ما زال بعضها قائما محافظا في مجمله على طابعه الأصلي، وتنتظم هذه البنايات داخل أسوار من الحجر المنجور، والمعروف بحجر زمور، هذه الأسوار التي لا يتجاوز سمكها 0.5م تحيط بالبنايات الخاصة بالشيخ ماء العينين وعائلته، ولا تنفتح على الخارج إلا بواسطة أربعة أبواب تعلوها أقواس منكسرة:

### باب الشرق
باب الساحل وهو باب الزاوية الحالي، الباب الشمال أو باب مراكش، باب الحجب الذي كان مخصصا لزوجات الشيخ ماء العينين.
تشكل الزاوية المحور الرئيسي للبنية الداخلية، فبنايتها التي كانت مخصصة لسكنى الشيخ، فرضت التصميم، وأحكمت تنظيمه. والزاوية عبارة عن منزل مربع الشكل تعلوه قبة فقدت جل زخرفتها، فبعد عبور مدخل مستقيم نجد صحنا تعلوه القبة، وتحيط بجهاته الأربع أروقة عالية مسقوفة بسطح من «الورق والجائزة»، وتحملها سواري مربعة الشكل وأقواس منكسرة، تحت هذه الأخيرة تنفتح أبواب ثلاث غرف مستطيلة الشكل ومختلفة المقاييس.تحيط بالزاوية أربعة بيوت مخصصة لزوجات الشيخ ماء العينين، وتتكون هذه البيوت من نفس الوحدات: بهو عميق وضيق، ثلاث غرف مستطيلة الشكل، ودرج يودي إلى السطح.

### دار القناطر
تنتصب شرق هذا المركب وتكون وحدة مستقلة مكونة من مجموعة من الغرف المستطيلة والتي تنتظم حول صحن مكشوف مربع الشكل.

### مسجد الزاوية

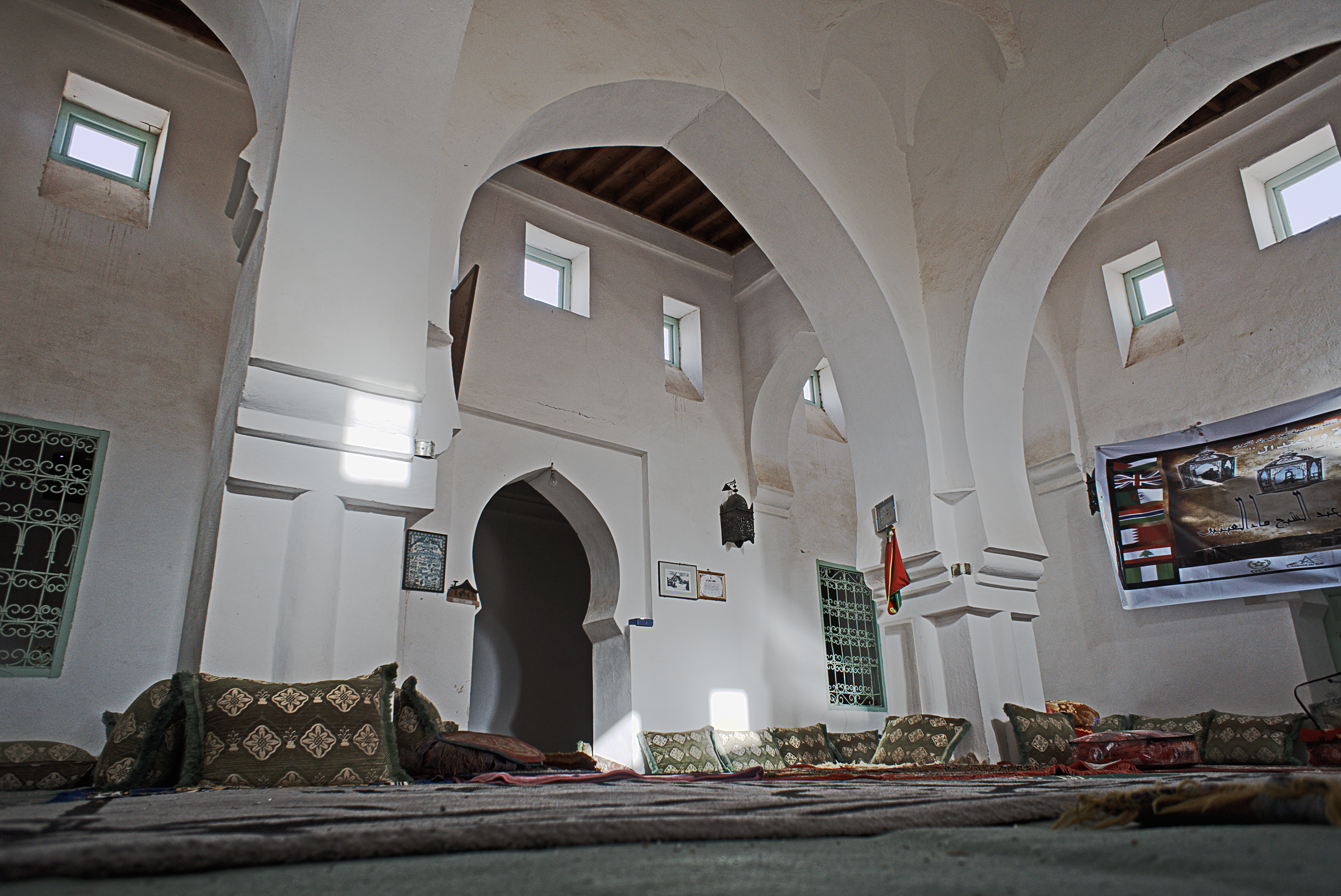
زاوية السمارة

يحتل هذا المسجد الواجهة الشرقية للقصبة، ويعاني من تصدع كبير في بنياته المعمارية المتبقية، فقد تهدم عدد كبير من سواريه وجزء من الأروقة ولم يبق منها إلا ركام من الأحجار والتراب.
يرجع بناؤه إلى نفس فترة بناء القصبة أي 1898م ـ 1902م، ويبرز تصميمه نفس الخصائص المعروفة في باقي المساجد المغربية. ولا يختلف عنها إلا في المحراب، هذا الأخير يتميز بشكله النصف دائري العريض والعميق في نفس الوقت، وذلك لاستقبال المنبر، ولعب دور المحراب معا.
وعموما، فالبناية تمتد على مساحة تقارب 97968 متر مربع مقسمة إلى جزءين: بيت الصلاة والصحن، فالأول تتوزع مساحته إلى ثلاث ملاطات موازية لحائط القبلة.
والمسجد رغم تصدع أطرافه ما زال محتفظا بجل ممكونات تصميمه الأول، ويشهد في نفس الوقت على انتشاره وشيوع عادات وتقنيات البناء في حاضرة وادي نون، سواء نول أسرير لمطة، تكاوست القصابي، أو كلميم، مرورا بأكاووس (واعرون حاليا).
كان المسجد يحوي أكبر مكتبة في المنطقة حيث كانت تضم أكثر من 5000 كتاب وكانت رائدة في الشمال الأفريقي'إلى ان ابه وفطن الفرنسيون لدور الذي لعبته هذه المكتبة في تنام المقاومة ورفض الاحتلال فتم تدميرها وحرقها من طرف القواة الفرنسية بقيادة الضابط ال موريت وذلك بتاريخ 28-03 -1913'ولخير دليل على ذلك ماسجله الرائد غرار في مذكراته من عنفوان وباس المقاومة الصحراوية

### المسجد العتيق

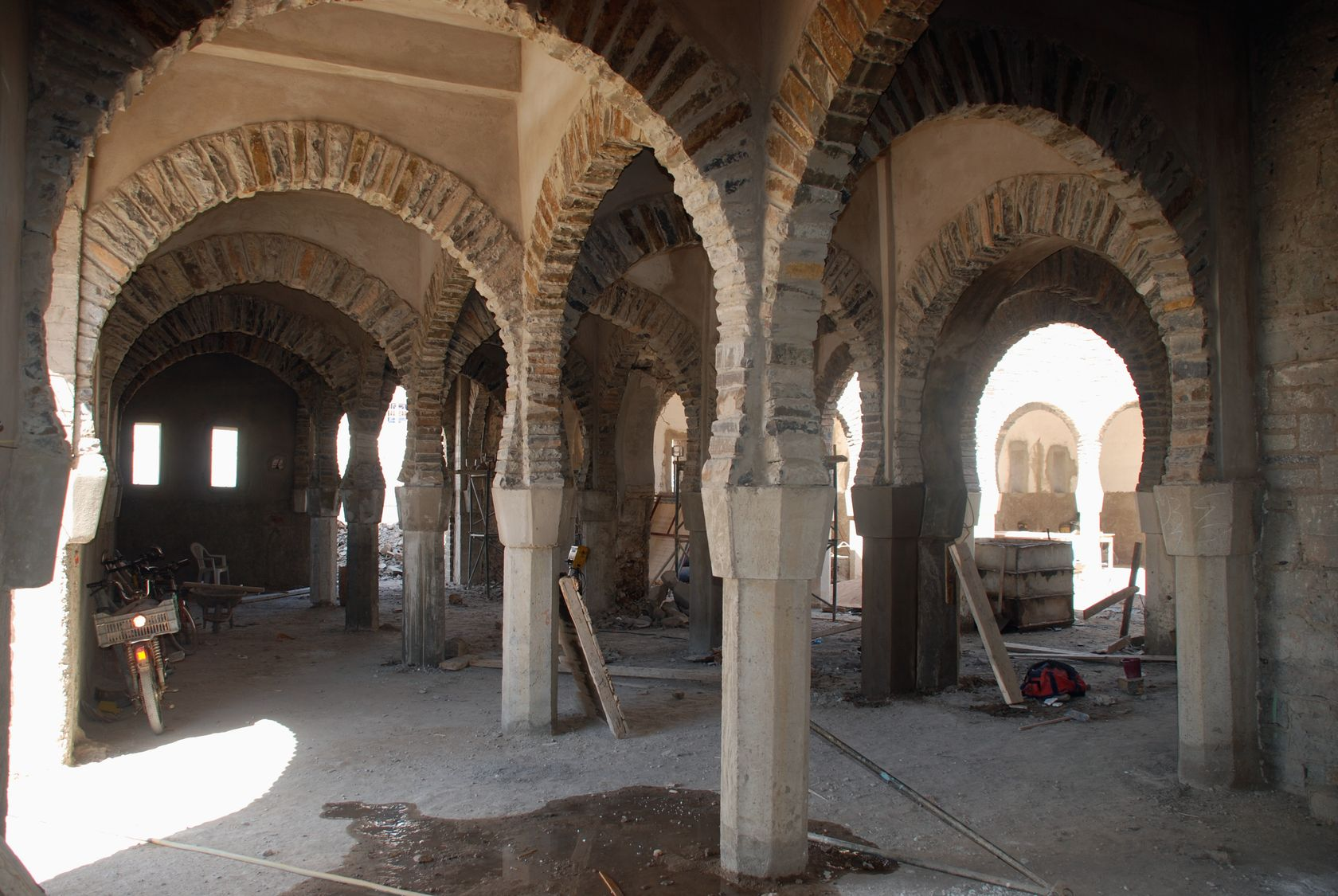
المسجد العتيق بالسمارة

يقع المسجد العتيق وسط بنايات الحي الذي بنته سلطات الاستعمار الإسباني، وبغض النظر عن وظيفته الأولى التي ارتبطت حسب الرواية الشفوية بالشعائر المسيحية، فإن المسجد يشكل نموذجا متناسقا ومحكم التصميم تتجسد فيه عدة مهارات وتقنيات معمارية.
يتكون المسجد قبل الزيادات التي شرع فيها ابتداءً من سنة 1994م من قاعة للصلاة، تمتد في ثلاث بلاطات ترتكز على أعمدة مثمنة الأضلاع بواسطة أقواس نصف دائرية، مبنية بأحجار منجورة. أما الصحن فيحتل النصف الثاني، ويمتد على شكل مربع مكشوف السقف، تحيط به أروقة من جهاته الثلاث مشكلة امتدادا للبلاطات الجانبية لبيت الصلاة.

### كريزيم أو قصر التازي
تقع بقايا هذه البناية شمال شرق مدينة السمارة على بعد حوالي 20 كلم في اتجاه وادي نون، وتمثل هذه الأسوار بقايا بناية استقر بها الشيخ ماء العينين حتى حدود 1259هـ وهذا الموقع تعرض للهدم سنة 1996م بسبب مرور سباق السيارات باريس ـ داكار، وفي هذا نوع من طمس للمآثر التاريخية والتراث. ولم يبق منه إلا جناح مكون من غرفة مبنية بالحجارة المنجورة والطين.

### الدار الحمراء
هذا الموقع الأثري يشكل استثناء في المحيط العام للمنطقة، فقد بني بالطوب، مما أعطاه اسم الدار الحمراء، ويعتبر ــ حسب الذاكرة المحلية ــ أحد المواقع التي استقر بها الشيخ ماء العينين قبل أنتهاء قراره على موقع مدينة السمارة.
ترتفع بقايا هذه البناية على الضفة اليسرى للساقية الحمراء، وتراقب واديها، ويتكون تصميمها من سور خارجي من الطوب يشكل مربعا تقويه أبراج في زواياه الأربع. أما المساحة المسورة فتنقسم إلى مجموعة من الفضاءات المستطيلة الشكل والتي كانت تلعب دور الغرف، هذه الأخيرة نتفتح بواسطة أبواب، على صحن مكشوف يؤدي إليه بابان وسط الجهة الجنوبية للبناية.

### النقوش الصخرية

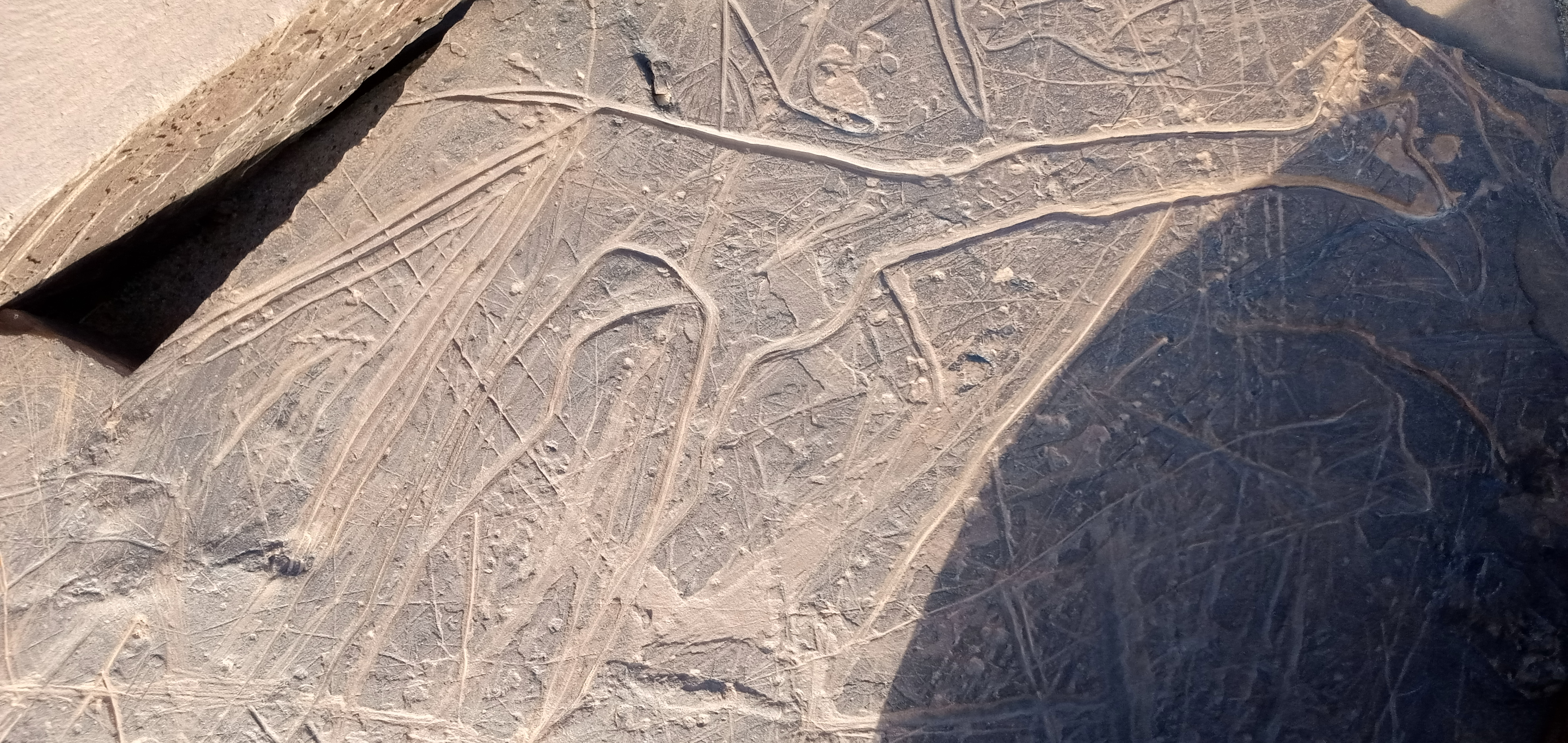
نقوش صخرية على حجر رمليي عمرها أكثر من 50000 الف سنة

تتنوع المواقع الأثرية الني ترجع إلى فترات ما قبل الإسلام وخاصة فترات ما قبل التاريخ : شجرة ميرات، الفارسية. حوزة، واد ميران، واد وين سلوان، العصلي بوكراش... وغيرها.
و نظرا لقلة المعطيات رغم أن الرواية الشفوية تحتفظ بالكثير، وهي خزان فكري يجب استثماره والاستفادة منه، فلم نجد الكثير من المعطيات، اللهم إلا عن العصلي بوكراش.
يتميز إقليم السمارة بأكثر من أربعة وثلاثون موقعا لنقوش الصخرية والتيي يعتقد انها تعود إلى 4000-ق-م 8000-ق.م وتعد هذه المواقع سجلات مرؤية ومتاحف في الهواء الطلق تعرض آلاف التحف الفنية التي خلفتها المجموعات البشرية المتعاقبة على المنطقة وتعد هذه النقوش تعبيرا فكري قديم يعطي معلومات ثمينة في الانتروبولوجيا الفن التفاعلات البيئية الاقتصادية الاجتماعية التطور الفكري والعقلاني التطور التكنولوجي
ولقد كتب الكثير من الباحثين في الميدان عن هذه النقوش نذكرمنهم د الماكرو - كامبس - مونود تيدور فروبينس -فلاماند - مصطفي اعشي -عفراء الخطيب

### العصلي بوكرش
يوجد على بعد 40 كلم جنوب غرب السمارة، ويختزن بقايا أثرية ونقوش صخرية تعود فترات ما قبل التاريخ، وهو شا
جميع المناطق الصحراوية يتكون من شريط صخري يعرض لوحات صخرية منقوشة لمجموعة من الحيوانات مثل الزرافة، الفيل، الغزال وبعض النقوش للفترة الليبية.
بالإضافة إلى مجموعة من المقابر الجماعية Tumuli التي يصل عددها إلى خمسة مقابر، كلها مبنية بالأحجار، ويحيط بها صف من اللوحات الصخرية في شكل عمودي لتشكل دائرة تحيط بالقبر، وربما ترسم حدوده.
يبعد عن السمارة بحوالي 15 كلم على الطريق المادي إلى العيون وهو شريط صخري يمتد من وادالساقية على مسافة طولها 34 كلم وهو من أهم متاحف بالمنطقة ومن أطول الاشرطة المعروفة بالنقوشة في الشمال الأفريقي كما يتميز بهيمنة تقنية bequitage أي التنقيري
المقابر والمدافن tumulis لا تعد ولاتحصى بالمنطقة.

## الأضرحة
لسكان المنطقة علاقة متميزة مع موتاهم، فبقدر ما يقدسونهم ويتذكرونهم بقدر ما تلقى قبورهم تعاملا جد متواضع يبدأ مباشرة بعد الوفاة.
يدفن الميت مباشرة بعد وفاته في المكان الذي أوصى به، ويدفن حسب التعاليم الإسلامية، حيث توضع على قبره الأحجار وأغصان الطلح لمدة سنة كاملة حتى لا ينبش، وتتميز قبائل الركيبات بوضع أحجار صغيرة بيضاء عللا قبورهم.
وتتواجد بمدينة السمارة مجموعة من الأضرحة التي يقصدها الزوار للتبرك والترحم، ويأتي في طليعتها سيدي أحمد الركيبي الذي تنحدر منه قبيلة الركيبات وضريح سيدي أحمد العروسي.

## إنتاجات تلفزيونية
- 2004: رحلة ميشيل فيوشانج إلى السمارة - البرنامج الوثائقي أمودو